# Ramphotyphlops exocoeti
Ramphotyphlops exocoeti är en ormart som beskrevs av Boulenger 1887. Ramphotyphlops exocoeti ingår i släktet Ramphotyphlops och familjen maskormar. Inga underarter finns listade i Catalogue of Life.
Denna orm förekommer endemisk på Julön. Arten lever i låglandet och i kulliga områden upp till 300 meter över havet. Individerna vistas i skogar. Ramphotyphlops exocoeti gräver i lövskiktet och i det översta jordlagret. Honor lägger ägg.
Beståndet hotas av gruvdrift. Antagligen dödas flera exemplar av den introducerade myran Anoplolepis gracilipes. Det senaste fyndet av 23 individer gjordes 2012. IUCN kategoriserar arten globalt som starkt hotad.